# Hvem vandt?
Hvem vandt? (originaltitel Racing Hearts) er en amerikansk stumfilm fra 1923 af Paul Powell.

## Medvirkende
- Agnes Ayres som Virginia Kent
- Richard Dix som Robby Smith
- Theodore Roberts som John Kent
- Robert Cain som Fred Claxton
- Warren Rogers som Jimmy Britt
- J. Farrell MacDonald som Silas Martin